# 아오키호
아오키호(青木湖, あおきこ)는 나가노현 오마치시 북부에 위치한 호수이다.